# ヴィヤハニ
ヴィヤハニ（ロシア語: Вьяхань）は、スーラ川とテルン川の合流点付近にあった、キエフ・ルーシ期の都市である。
ヴィヤハニは沿スーラ川防衛線を構築する都市の1つであり、『イパーチー年代記』ならびに『ラヴレンチー年代記』の1147年 - 1149年の項における、キエフ大公イジャスラフとスーズダリ公ユーリーとの政権闘争に関する記述の中にその名が見られる。
ヴィヤハニは現存せず、Лехановское городище（Лехановское都市跡）の名で、その存在が知られている。